# 17. ceremonia wręczenia nagród Brytyjskiej Akademii Filmowej
17. ceremonia rozdania nagród Brytyjskiej Akademii Sztuk Filmowych i Telewizyjnych.
Najwięcej statuetek otrzymał film Przygody Toma Jonesa (5).

## Laureaci
Laureaci oznaczeni są wytłuszczeniem

### Najlepszy film
- Przygody Toma Jonesa
- 8½
- Billy kłamca
- Dawid i Liza
- Hud, syn farmera
- Dni wina i róż
- Służący
- Sportowe życie
- Zabić drozda
- Rozwód po włosku
- Cztery dni Neapolu
- Nóż w wodzie

### Najlepszy aktor
- Marcello Mastroianni − Rozwód po włosku
- Howard Da Silva − Dawid i Liza
- Jack Lemmon − Dni wina i róż
- Paul Newman − Hud, syn farmera
- Gregory Peck − Zabić drozda

### Najlepszy brytyjski aktor
- Dirk Bogarde − Służący
- Tom Courtenay − Billy kłamca
- Richard Harris − Sportowe życie
- Albert Finney − Przygody Toma Jonesa
- Hugh Griffith − Przygody Toma Jonesa

### Najlepsza aktorka
- Patricia Neal − Hud, syn farmera
- Lee Remick − Dni wina i róż
- Daniela Rocca − Rozwód po włosku
- Joan Crawford − Co się zdarzyło Baby Jane?
- Bette Davis − Co się zdarzyło Baby Jane?

### Najlepsza brytyjska aktorka
- Rachel Roberts − Sportowe życie
- Julie Christie − Billy kłamca
- Sarah Miles − Służący
- Edith Evans − Przygody Toma Jonesa
- Barbara Windsor − Sparrows Can’t Sing

### Najlepszy brytyjski film
- Przygody Toma Jonesa
- Billy kłamca
- Służący
- Sportowe życie